# セルゲイ・コジュベルダ
セルゲイ・コジュベルダ（ウクライナ語: Сергій Сергійович Козюберда、1980年3月21日 - ）は、ウクライナのルハンシク州ルビージュネ出身のサッカー選手。ポジションはミッドフィールダー。